# ذا إكسبانس (مسلسل تلفزيوني)
ذا إكسبانس أو (الفضاء الواسع) (بالإنجليزية: The Expanse)‏ هو مسلسل تلفزيوني أمريكي من نوع أوبرا الفضاء /  الخيال العلمي والدراما يعرض على قنوات ساي فاي في أمريكا ونتفلكس في الشرق الأوسط، المسلسل مبني علي  سلسلة من الروايات بنفس الاسم من تأليف الثنائي جيمس إس إيه كوري [الإنجليزية].
تجري الأحداث في المستقبل حيث سيطر البشر على النظام الشمسي، يتتبع المسلسل مجموعة متباينة من الأبطال، منهم مسئولة تنفيذية  في مجلس الأمن التابع للأمم المتحدة ومحقق الشرطة يوسيفوس ميلر (توماس جين) وضابط السفينة جيم هولدن (ستيفن سترايت) وطاقمه الذي كشف المؤامرة التي تهدد السلام في النظام وبقاء البشرية.
أُتيح المسلسل لأول مرة للعرض حسب الطلب يوم 23 نوفمبر 2015 وعرض على  قنوات ساي فاي في 14 ديسمبر 2015. الموسم الثاني المكون من 13 حلقة  بدأ عرضه يوم 1 فبراير عام 2017.

## روابط خارجية
- ذا إكسبانس على موقع IMDb (الإنجليزية)
- ذا إكسبانس على موقع ميتاكريتيك (الإنجليزية)
- ذا إكسبانس على موقع روتن توميتوز (الإنجليزية)
- ذا إكسبانس على موقع نتفليكس (الإنجليزية)
- ذا إكسبانس على موقع أول موفي (الإنجليزية)
- ذا إكسبانس على موقع كينوبويسك (الروسية)
- ذا إكسبانس على موقع ألو سيني (الفرنسية)
- ذا إكسبانس على موقع قاعدة بيانات الفيلم (الإنجليزية)